# أ. ك. سليم
أ. ك. سليم (بالإنجليزية: A. K. Salim)‏ هو ملحن وموسيقي أمريكي، ولد في 28 يوليو 1922 في شيكاغو في الولايات المتحدة.

## وصلات خارجية
- أ. ك. سليم على موقع ميوزك برينز (الإنجليزية)
- أ. ك. سليم على موقع أول ميوزيك (الإنجليزية)
- أ. ك. سليم على موقع ديسكوغز (الإنجليزية)